# Georg Diederich
Georg Maria Diederich (* 17. Dezember 1949 in Schwerin) ist ein deutscher Chemiker und Politiker (CDU).

## Biografie
Nach dem Abitur 1968 nahm Diederich ein Studium der Chemie auf, das er 1973 mit der Prüfung zum Diplom-Chemiker beendete. Er arbeitete anschließend als Dispatcher in einem Plastikverarbeitungswerk und war von 1976 bis 1990 am Institut für Labordiagnostik in Schwerin tätig. Außerdem absolvierte er von 1985 bis 1987 ein Journalistikstudium im Rahmen der Kirche. Im März 1990 folgte die Promotion zum Dr. rer. nat.
Diederich trat 1990 der CDU bei. Er war von 1990 bis 1994 Mitglied des Landtags von Mecklenburg-Vorpommern.
Diederich war von Juni bis Oktober 1990 Regierungsbevollmächtigter der Regionalverwaltungsbehörde des Bezirks Schwerin. Nach der Neubildung des Landes Mecklenburg-Vorpommern wurde er am 27. Oktober 1990 als Innenminister in die von Ministerpräsident Alfred Gomolka (CDU) geführte Landesregierung (Kabinett Gomolka) berufen. Sein Staatssekretär war der Jurist Volker Pollehn. Am 16. März 1992 trat er, aber auch der Ministerpräsident, zurück. Als Innenminister folgte ihm Lothar Kupfer (CDU).
Diederich wurde 1992 Mitglied des NDR-Rundfunkrats und später zu dessen Vorsitzenden gewählt.
Ab Januar 1996 war er Direktor des Heinrich-Theissing-Instituts. Dokumentationszentrum für Kirchen- und Zeitgeschichte
in Schwerin.

## Schriften
- Verstrickung, Schuld und Widerstand – DDR-Vergangenheit und deutsche Zukunft. 1992
- Aus den Augen, aus dem Sinn. Die Zerstörung der Rostocker Christuskirche 1971. Mit Dokumenten. Herausgegeben vom Heinrich-Theissing-Institut, Schwerin. Edition Temmen, Bremen 1997, ISBN 3-86108-703-0 (240 Seiten).
- mit Bernd Schäfer und Jörg Ohlemacher. Jugendweihe in der DDR. 1998
- Nationale Front und SED-Kirchenpolitik 1949–1961. Club Wien, 1999, ISBN 978-3-933781-06-2
- Geduldet, verboten, anerkannt. Katholische Schulen in Mecklenburg. Hinstorff, 2000, ISBN 978-3-356-00858-6